# Tantu (köpinghuvudort i Kina, Jilin Sheng, lat 46,18, long 123,34)
Tantu (kinesiska: 坦途, 坦途镇) är en köpinghuvudort i Kina. Den ligger i provinsen Jilin, i den nordöstra delen av landet, omkring 290 kilometer nordväst om provinshuvudstaden Changchun. Antalet invånare är 20 785. Befolkningen består av 10 210 kvinnor och 10 575 män. Barn under 15 år utgör 12,0 %, vuxna 15-64 år 79 %, och äldre över 65 år 8,0 %.
Runt Tantu är det ganska tätbefolkat, med 58 invånare per kvadratkilometer. Tantu är det största samhället i trakten. Trakten runt Tantu består i huvudsak av gräsmarker.
Genomsnittlig årsnederbörd är 605 millimeter. Den regnigaste månaden är juli, med i genomsnitt 204 mm nederbörd, och den torraste är januari, med 4 mm nederbörd.